# 若八幡宮 (福岡市)
若八幡宮（わかはちまんぐう）は、福岡県福岡市博多区博多駅前1丁目29−47に鎮座する神社で、別名「厄八幡」と呼ばれ、厄除・災難除の神様として全国的に知られている。

## 祭神
現在の祭神は以下の通りである。
- 仁徳天皇(大鷦鷯命)
- オオナムチ
- スクナヒコナ

## 歴史

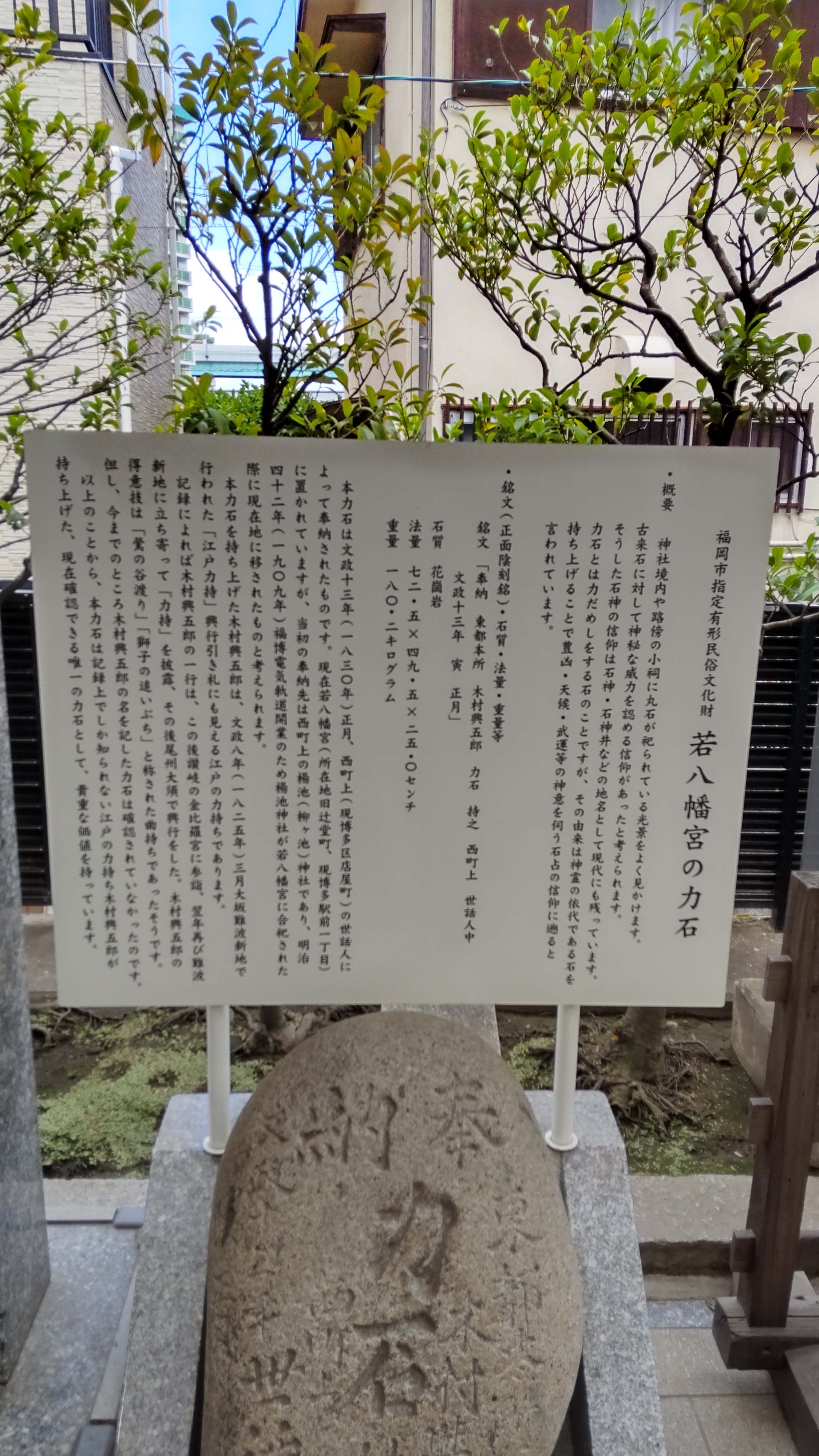
若八幡宮(福岡市博多区)境内にある江戸時代の力持ち木村興五郎が持ち上げたと伝わる力石。

若八幡宮は、全国的に有名な厄除け神社で、別名「厄八幡」と呼ばれ、博多駅の北西750mほどの福岡市博多区(旧福岡市上辻堂町)に鎮座している。
旧社格は村社であるものの創建等は不明であるが、元禄年間(1680〜1704年)に編纂された貝原益軒の福岡の地誌である「筑前國続風土記拾遺」によると、「鎮座の始詳ならず。箱崎の摂社なりしといふ。むかしは藪八幡と称せし毎年十一月初夘日櫛田宮の巫女御倘を供へ奉る。いつの比よりか御社を東向に造建せるならん。」と記され、元禄以前から筥崎宮、櫛田神社との関係が指摘されている。
明治42年（1909年）博多区店屋町にあった楊池神社が合祀された。
一の鳥居は明治37年（1904年）建立の明神鳥居で、ニの鳥居は平成12年（2000年）の建立。
令和3年(2021年)に社殿の増築。
御祭神は、大鷦鷯命（おおさぎのみこと：仁徳天皇）、大乙貴命（おおなむちのみこと）、少彦名命（すくなひこなのみこと）で、本来大己貴命、少彦名命は上西町(店屋町とも)の楊池神社の祭神であったが、明治42年（1909年）に合祀された。
境内社として、白鬚神社があり道祖神である猿田彦大神、オオナムチの御子事代主大神、保食神を祀る。
境内にある力石(重さ180.2kg)は、記録上でしか知られない江戸の力持ち木村興五郎が持ち上げた現在確認できる唯一の力石として貴重な価値を持っており、福岡市指定有形民俗文化財となっている。

## 交通アクセス
最寄駅：祇園駅 徒歩6分、JR博多駅 徒歩10分

## 祭事
- 新暦と旧暦の大晦日に行われる「年越厄災除大祭」や年初の祈願にはたくさんの参拝者が訪れ長蛇の列ができる。
  - 【新暦】厄除大祭12/31正午より1/1午前0時まで
  - 【旧暦】厄除大祭2/11正午より2/12午前0時まで